# ال سگوندو (کالیفرنیا)
ال سگوندو (به انگلیسی: El Segundo) شهری در شهرستان لس‌آنجلس، کالیفرنیا ایالت کالیفرنیا است که در سرشماری سال ۲۰۱۰ میلادی، ۱۶۶۵۴ نفر جمعیت داشته‌است.